# فانیس کاتریاناکیس
فانیس کاتریاناکیس (یونانی: Θεοφάνης Κατεργιαννάκης؛ زادهٔ ۱۶ فوریهٔ ۱۹۷۴) یک بازیکن فوتبال، و دروازه‌بان اهل یونان است.
از باشگاه‌هایی که در آن بازی کرده‌است می‌توان به کالیاری، المپیاکوس، باشگاه فوتبال سویا، و باشگاه فوتبال آریس تسالونیکی اشاره کرد.
وی همچنین در تیم ملی فوتبال یونان بازی کرده‌است.